# Barragem romana de Nossa Senhora da Represa

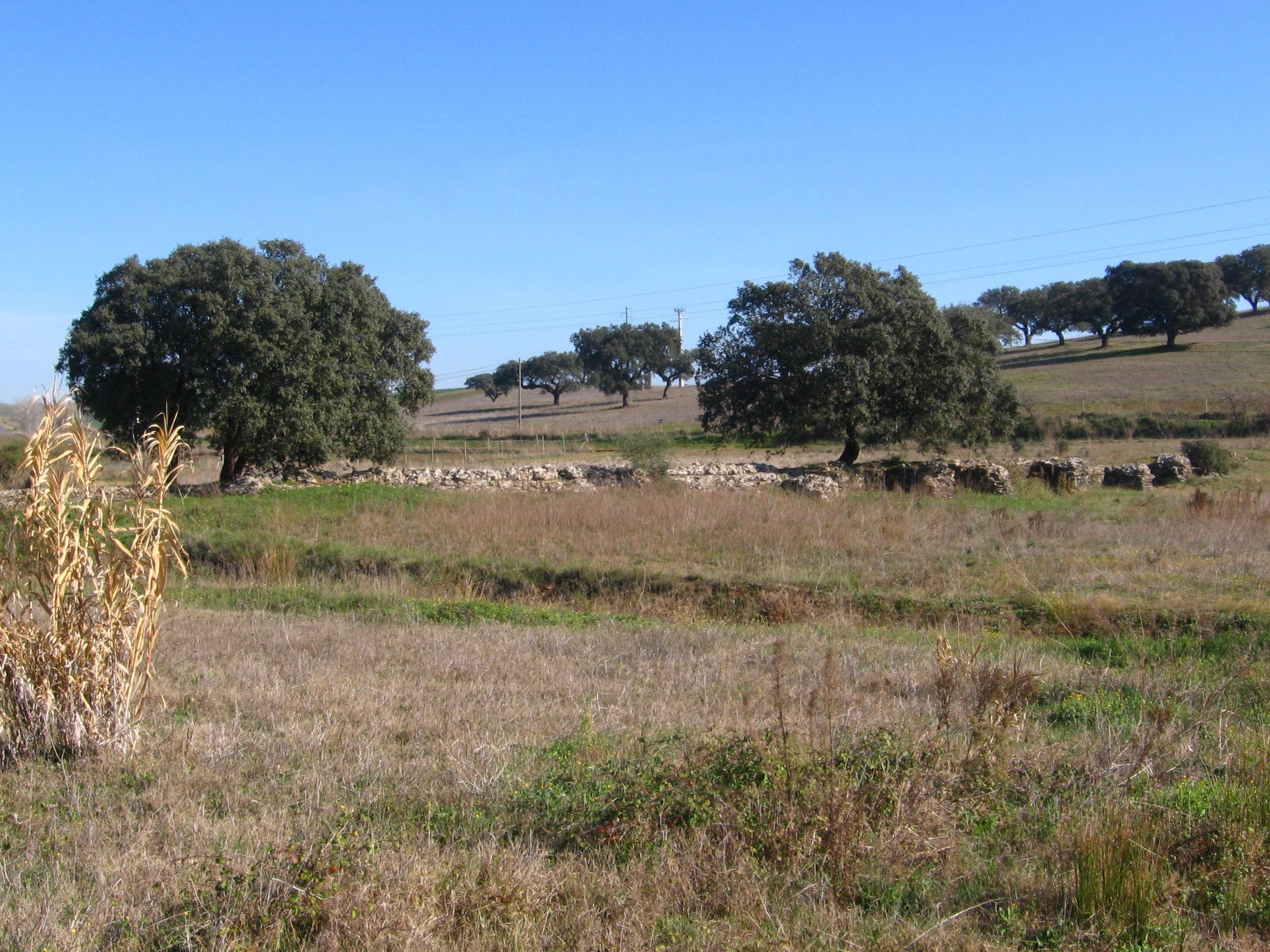
Barragem de Nossa Senhora da Represa, Cuba.

A Barragem de Nossa Senhora da Represa, no Alentejo, é uma barragem romana localizada nas imediações do Santuário de Nossa Senhora da Represa, na freguesia de Vila Ruiva, no município de Cuba, distrito de Beja, em Portugal.

## História
Trata-se de uma antiga barragem romana.
Encontra-se classificada como Imóvel de Interesse Público pelo Decreto nº 67/97, publicado no DR nº 301, de 31 de dezembro de 1997.

## Características
A estrutura da barragem tem 65 metros de comprimento (visível), 1,6 metros de largura e uma altura máxima de 2 metros. Dispõe de 8 contrafortes a jusante irregularmente espaçados.